# アルファロメオ・155
アルファロメオ・155（Alfa Romeo 155）は、イタリアの自動車会社アルファロメオが1992年から1997年まで製造、販売していたFF/4WD駆動4ドアセダン型の乗用車である。後輪駆動車の75の後継にあたる。

## 概要
フィアット系3社（フィアット、ランチア、アルファロメオ）の小型セダン開発プロジェクト「ティーポ3」により開発され、当初から小型ハッチバック開発プロジェクト「ティーポ2」とともに進められ、基本骨格の共通化が図られた。そのためフィアット・ティーポとシャーシを共有するフィアット・テムプラ、ランチア・デドラとは兄弟車種にあたり、駆動方式も基本的にFFである。兄弟車種と異なり、ボディタイプはセダン1種のみであり、変速機も販売終了までMTのみであった。
デザインは、内外装共にI.DE.A（チーフデザイナーはエルコーレ・スパーダ）が担当した。イタリア・ツーリングカー選手権用に開発されボディ下半分の形状が異なるGTAはシンテシス・デザインが担当した。
1995年に大幅なマイナーチェンジを受け、全車ワイドボディーとし、グレードはラグジュアリー仕様のスーパーとスポーティ仕様のスポルティーバが設定された（それまでのボディーをナローボディーと呼ぶ）。同時に2.0L ツインスパーク8Vは、鋳鉄製のフィアット系モジュラーエンジンに伝統のツインスパーク仕様のシリンダーヘッドを搭載してマルチバルブ化した2.0L ツインスパーク16Vに変更された。しかし兄弟車種との差別化が不十分とみなされ、セールスはふるわず、1998年に生産を終了。後継車は156。

## 日本での155
日本では1992年に発売。以前のアルファスッド、アルファ75などに比べると信頼性も向上したことから、日本での販売は比較的良好であり、マニアだけでなく、一般大衆からの人気も上々であった。日本でのアルファロメオ人気の中興の祖とみなすこともでき、一説には155の販売次第では日本市場からの撤退も検討されていたといわれる。
日本仕様車はオールアルミ製2リッター直列4気筒・DOHC8バルブエンジンを搭載した2.0L ツインスパーク8Vと、ランチア・デルタHFインテグラーレのエンジン（2リッター+ターボ）と四輪駆動の駆動系を移植したQ4の2種類。1993年にABSが、1994年にはエアバッグとサイドインパクトバーが装備された。ヘッドライトは本来プロジェクター式であるが、当初は運輸省（当時）の認可が下りず、1992年の発売当初はハロゲン式が装着されていた。その後1993年1月に認可が下り、その際にキャンペーンとしてプロジェクター式に換装されている。
1995年のマイナーチェンジ後は、日本仕様車は2.0L ツインスパーク16Vスーパーとオールアルミ製2.5リッターV型6気筒のエンジンを搭載した2.5L V6スポルティーバ、及びワイドボディー化されたQ4の3車種となった（Q4はその後販売台数の減少に伴い廃止）。
1996年には2.0L ツインスパーク16Vスーパーに代わって、2.0L ツインスパーク16Vスポルティーバが導入された。
その他、限定車として1996年に250台限定のV6リミテッドバージョン（2.5L V6スポルティーバをベースにツェンダー社製エアロパーツ、レカロ社製シートを装備。ホイールは白色。ボディカラーはアルファレッドのみ）、1998年には販売終了を記念した特別仕様車（それぞれのベース車にシリアルプレートを付けた物）がV6は250台、ツインスパークは500台が販売された。

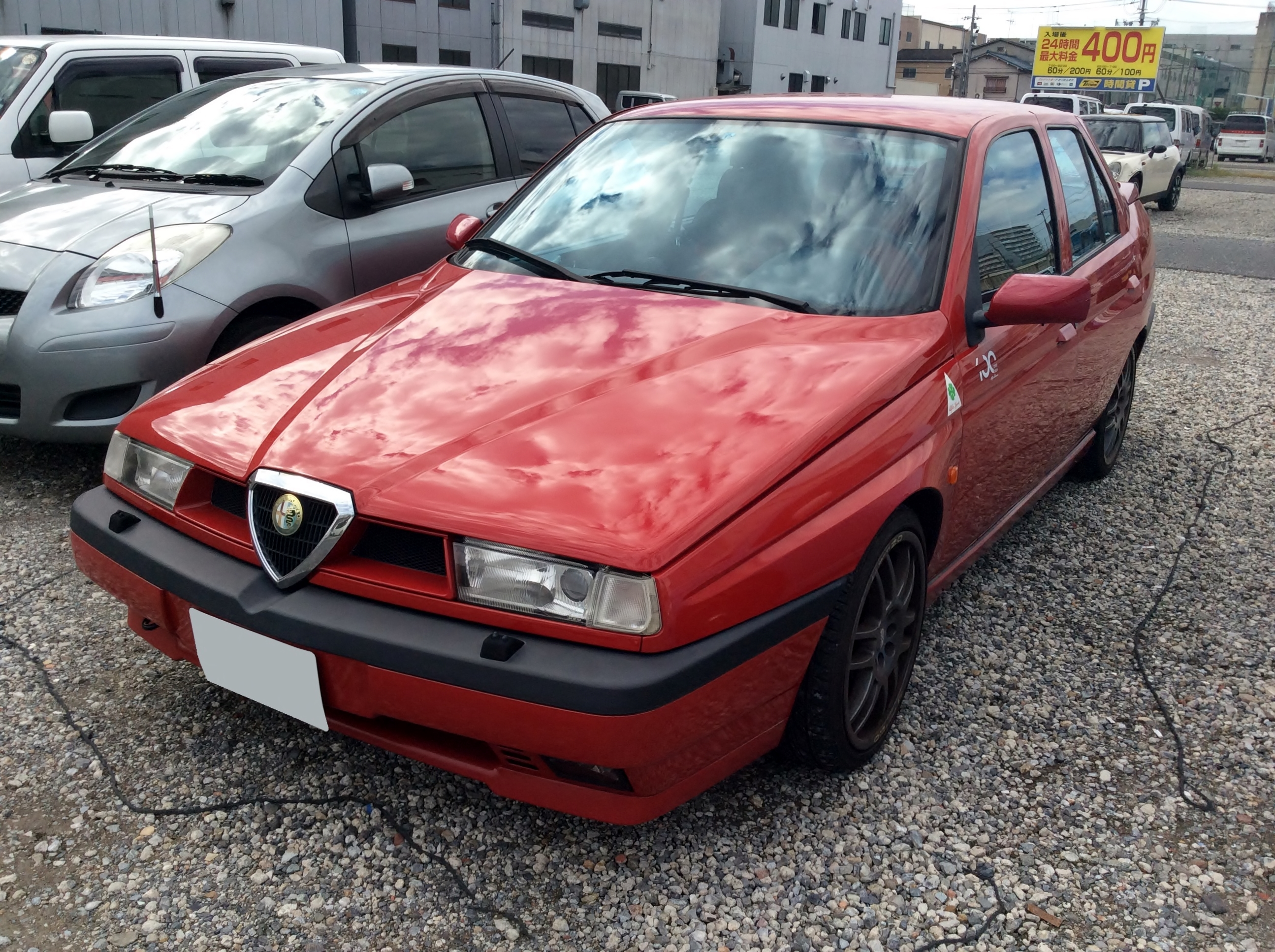
日本仕様車 フロント
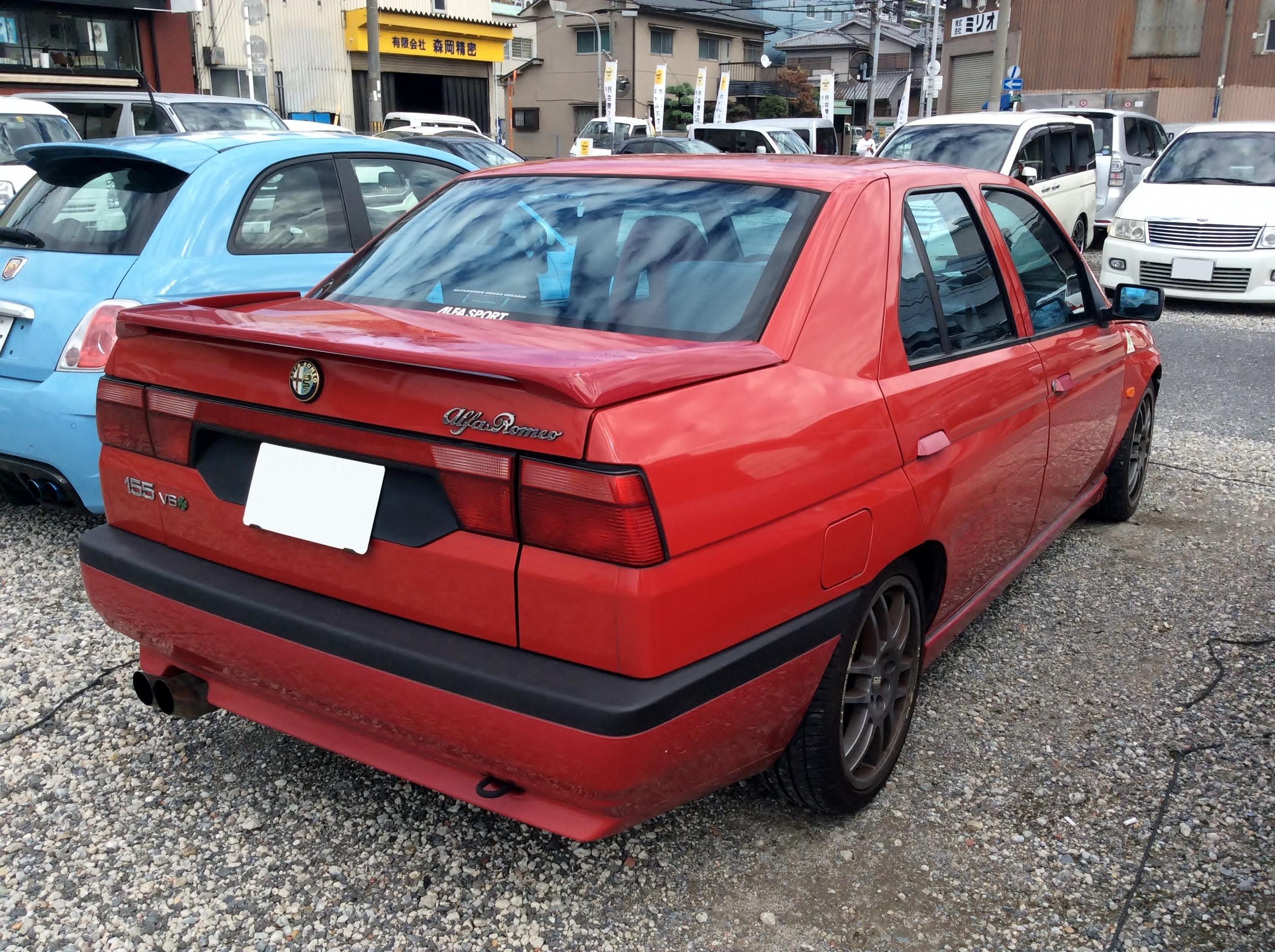
日本仕様車 リア

## モータースポーツ
モータースポーツではアルファコルセによる改造車が各国のツーリングカーレースに参戦した。1992年には155GTAがイタリア・ツーリングカー選手権（CIVT）を制覇し、1993年は155V6 TIに乗るニコラ・ラリーニがドイツツーリングカー選手権（DTM）、1994年は155TSに乗るガブリエル・タルキーニがイギリスツーリングカー選手権（BTCC）を制している。
日本でも全日本ツーリングカー選手権（JTCC）にスポット参戦し、ジャンバティスタ・ブージがドライブした。1995年には元F1ドライバーのジョルジオ・フランシアもスポット参戦している。

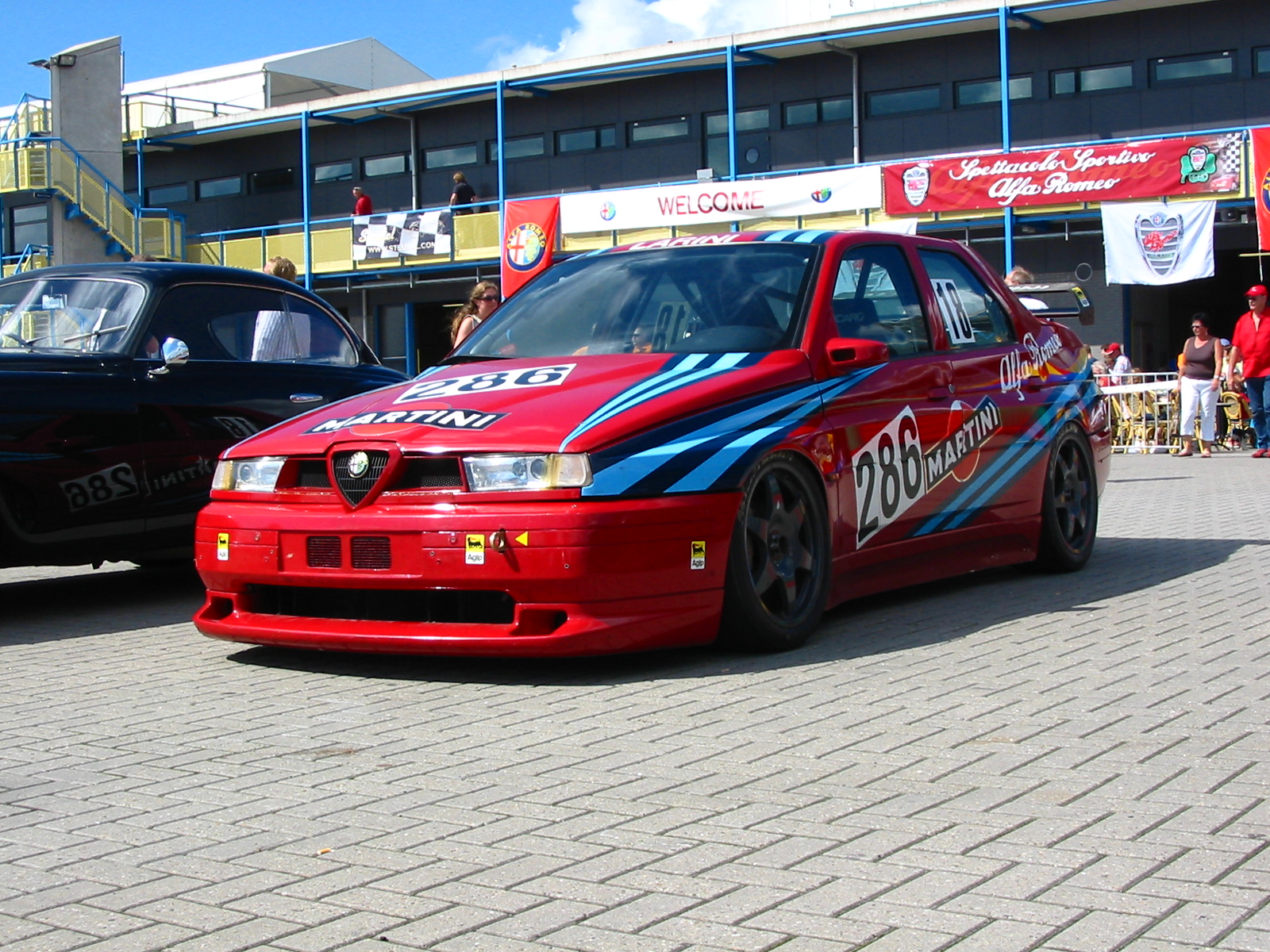
155GTA
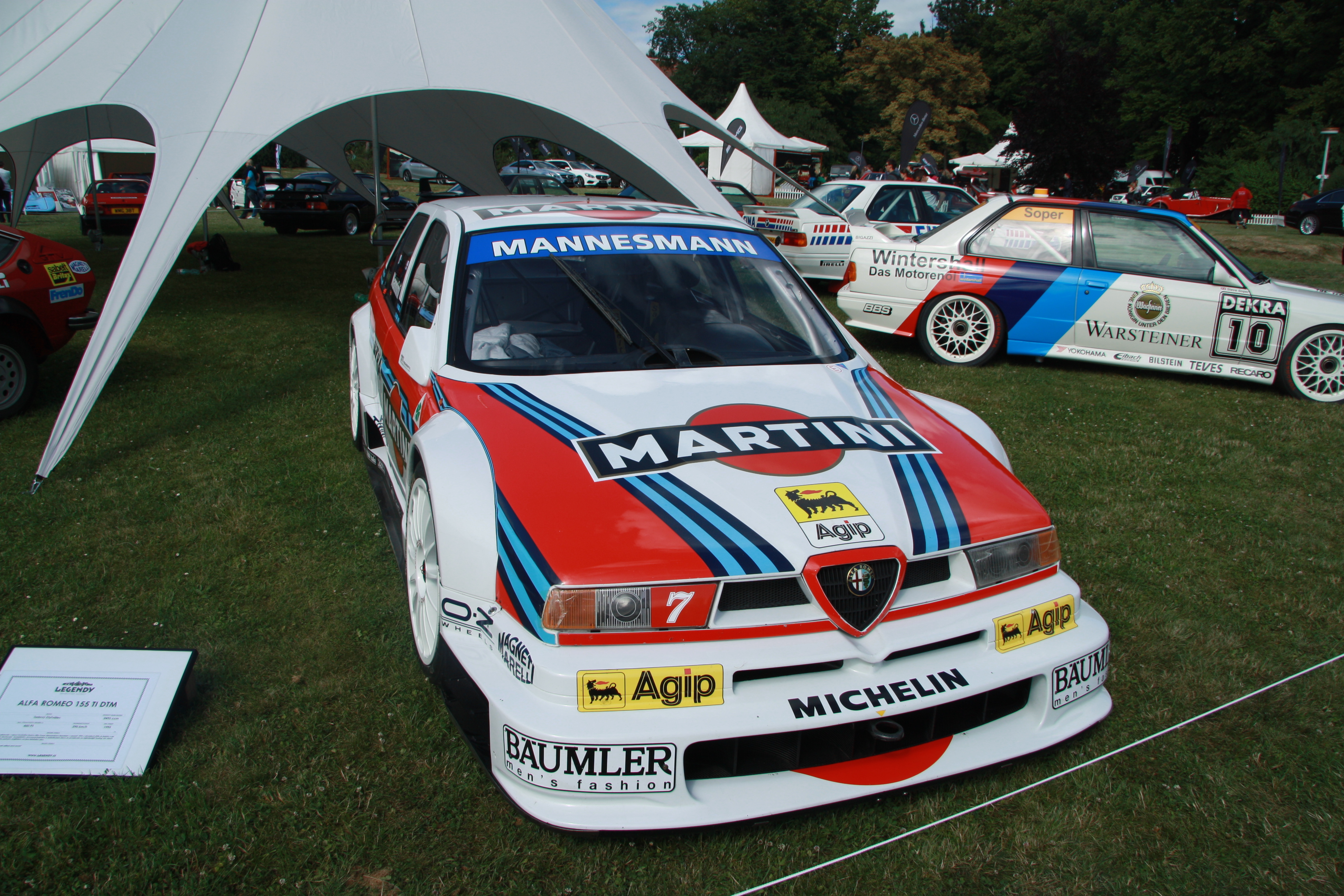
155V6 TI
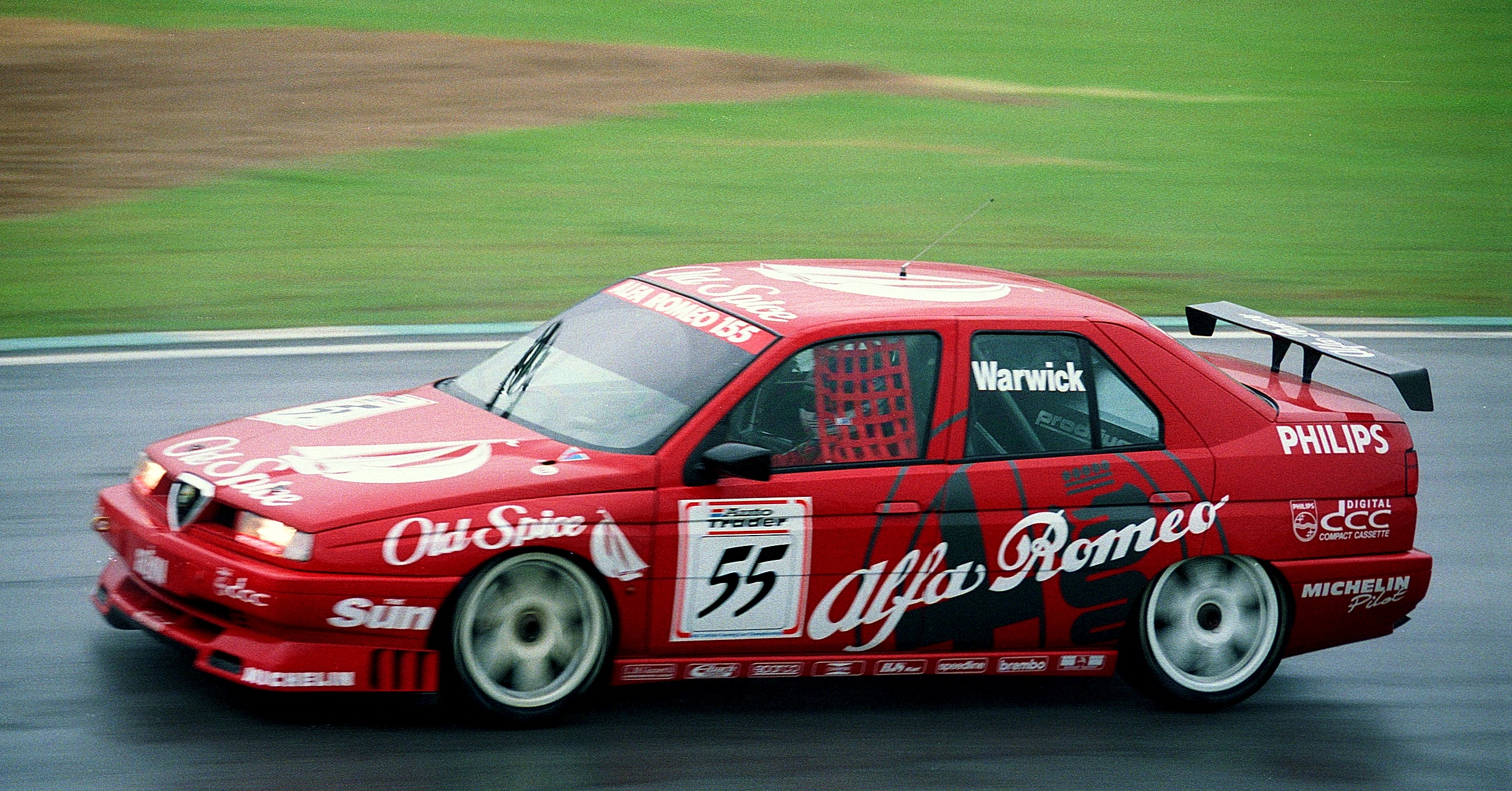
155TS